# Glitch-hop
Genres associés
EDM, neurofunk, nu jazz
Le glitch-hop est un genre de musique électronique dérivé des musiques glitch et hip-hop. Il s'agit essentiellement d'une branche du hip-hop qui fait usage de sons futuristes typiques du genre glitch, et des techniques IDM comme le cutting, le skipping ou encore le chopping. Le genre est principalement joué en live devant un public.

## Histoire
À la fin des années 1990, le hip-hop commence à se mélanger avec l'IDM[réf. nécessaire], mais c'est au début des années 2000, sur la côte ouest des États-Unis, que le glitch-hop prend vraiment naissance, avec des artistes comme Tipper, Prefuse73, edIT, ou encore Dabrye et les labels Warp et Ninjatune. La définition du glitch-hop change au fil des années. Au Royaume-Uni, une chaîne de télévision, appelée UK Glitch Hop, se consacre tout particulièrement au genre avec une sélection annuelle des meilleures chansons de glitch-hop.

## Caractéristiques

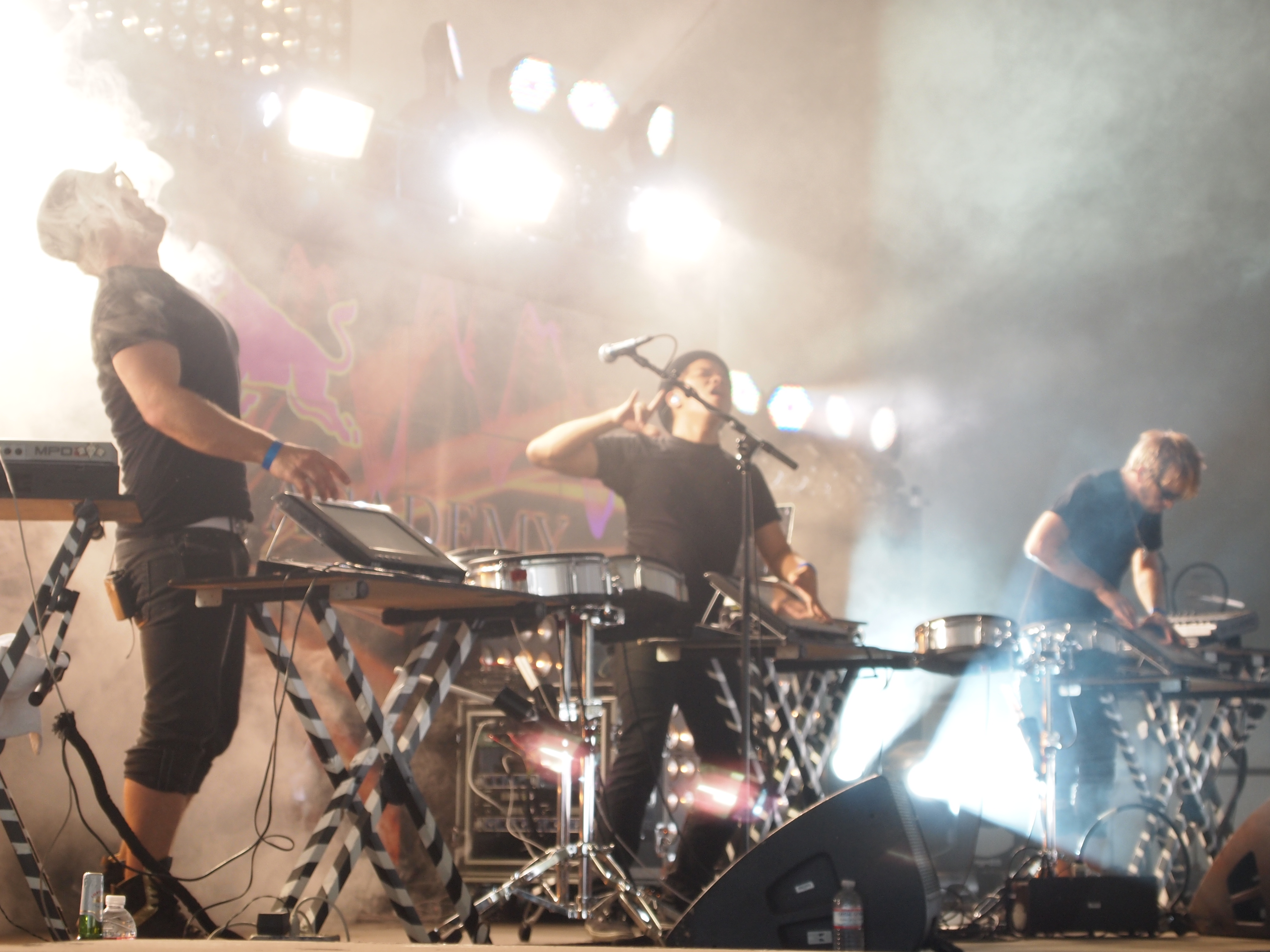
The Glitch Mob

Le glitch-hop se caractérise par un tempo similaire à celui du hip-hop (entre 85 et 115 BPM) avec une structure très syncopée. Le genre tire son origine du hip-hop, par ses breaks organiques et ses samples mais y ajoute un usage délibéré de « défauts » sonores, de distorsions, d’interférences et autres bruits électroniques mêlés aux sons acoustiques du jazz.
Au début des années 2010, le genre prend de l'ampleur, et reprend en parallèle des éléments dérivés d'autres genres musicaux tels que le dubstep, le drum and bass et l'electro. Le genre inclut désormais par des lignes de basses distordues se rapprochant du dubstep et du drum and bass,. Cette nouvelle génération représentée par des artistes comme The Glitch Mob, Gramatik, Haywyre, GriZ, KOAN Sound, Opiuo ou encore Savant, fait usage d’éléments nouveaux comme les basslines neuro, des rythmes plus dynamiques s'inspirant du drum and bass, et des grosses subbasses venant du dubstep.